# Hygrocrates caucasicus
Hygrocrates caucasicus är en spindelart som beskrevs av Peter Mikhailovitch Dunin 1992. Hygrocrates caucasicus ingår i släktet Hygrocrates och familjen ringögonspindlar. Inga underarter finns listade i Catalogue of Life.